# Avas (quartier)
Avas est un quartier de Miskolc connu pour abriter l'un des plus grands quartiers de grands ensembles de Hongrie. Construit entre 1973 et 1985, plus de 40 000 habitants y vivent. Avas tire son nom de la montagne éponyme sur lequel il est situé.